# Felső-Rajna

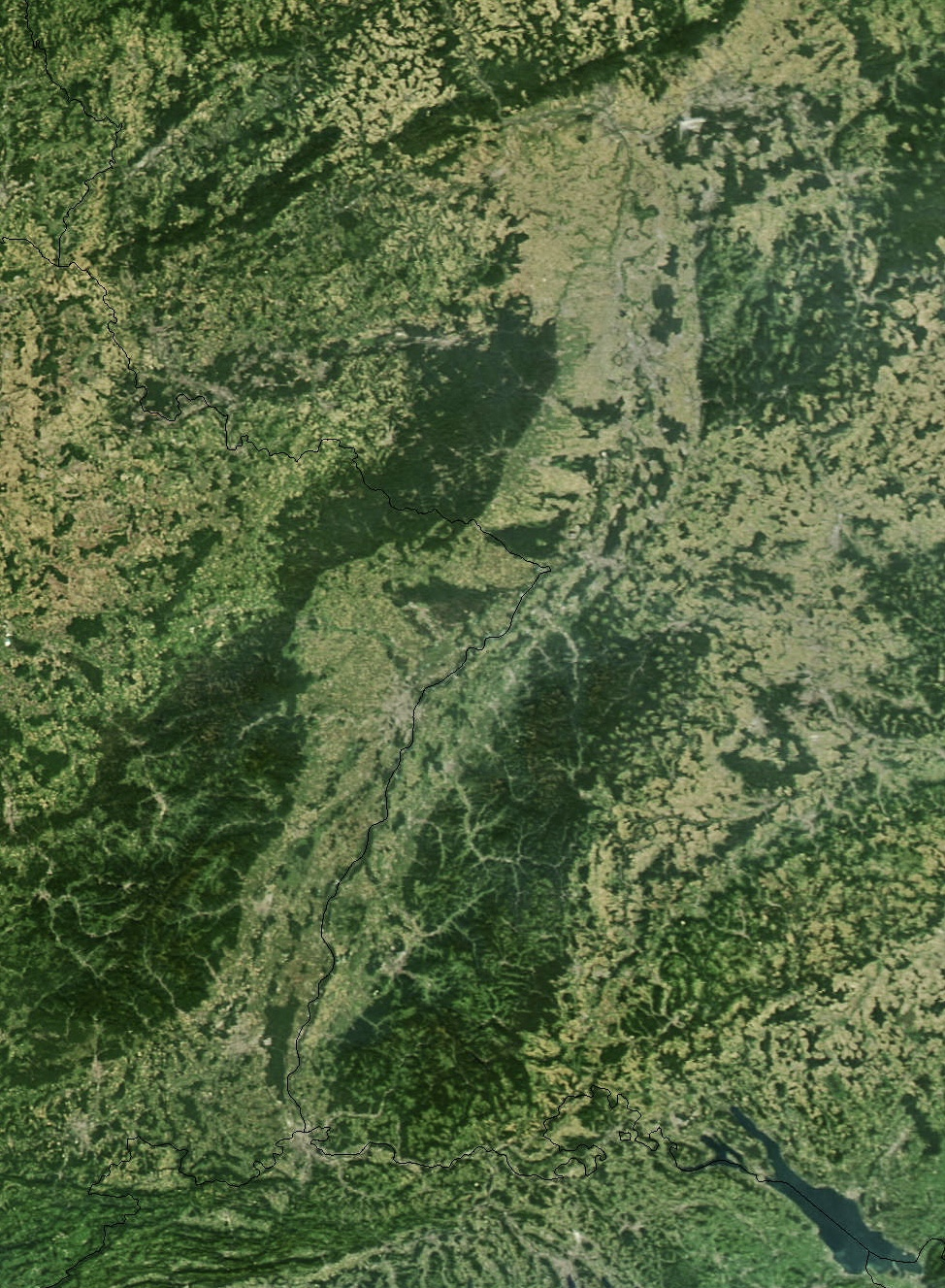
A Felső-Rajna és völgye műholdképe. Felül balra a Rajnai-palahegység, alul jobbra a Boden-tó.

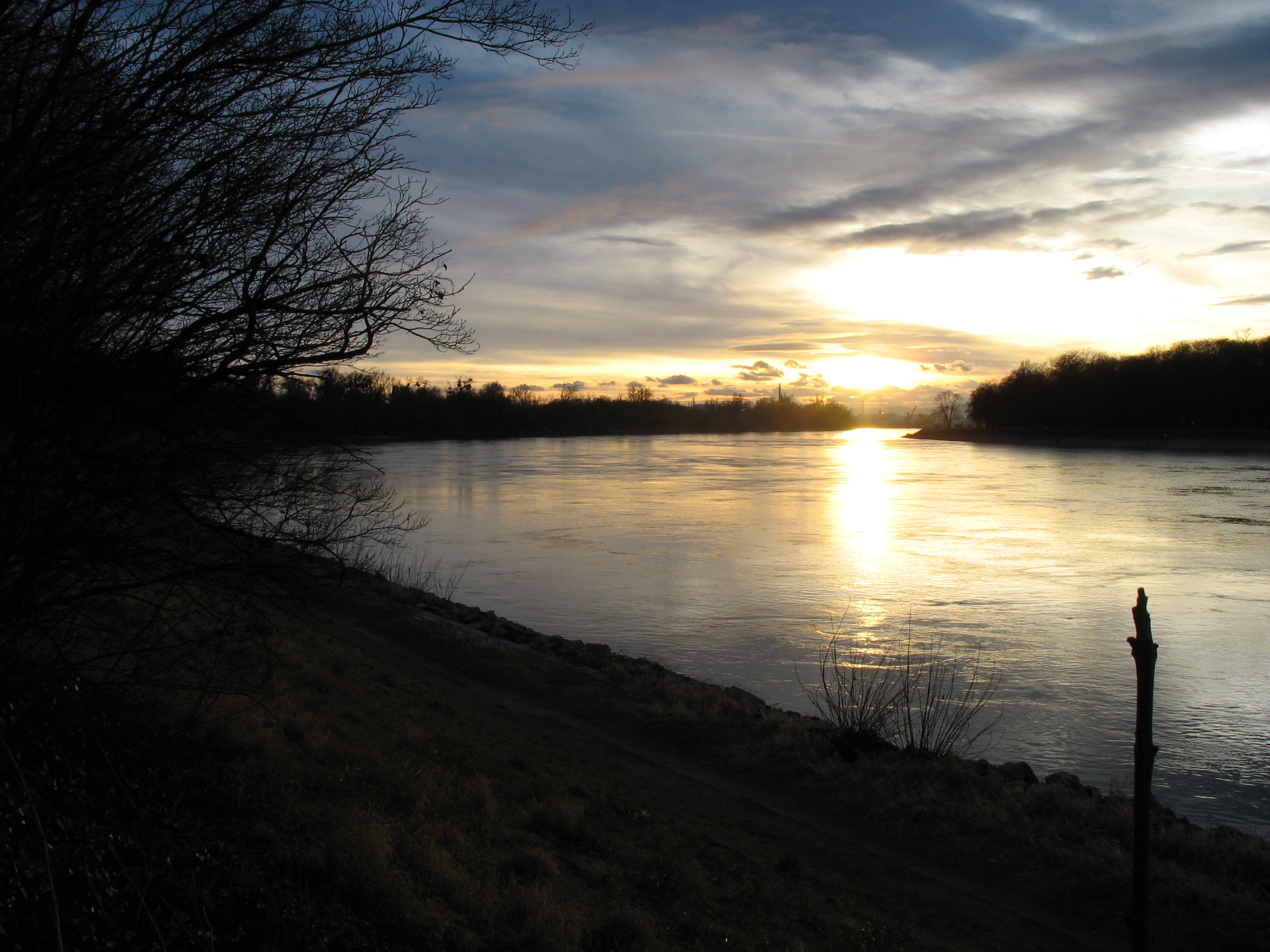
Naplemente a Rajnán Mannheimnál

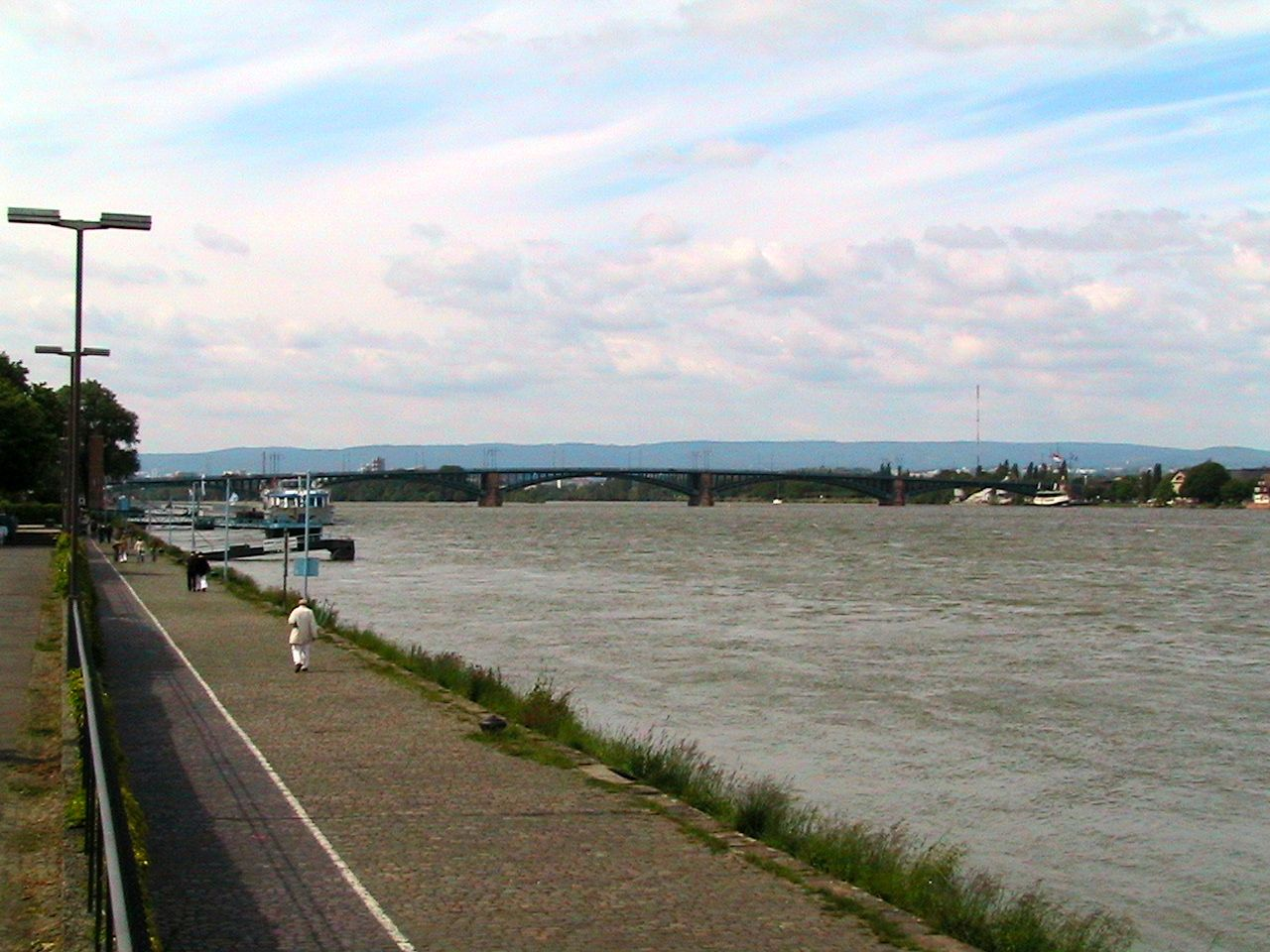
A Rajna Mainzban, a Theodor Heuss-hídnál.

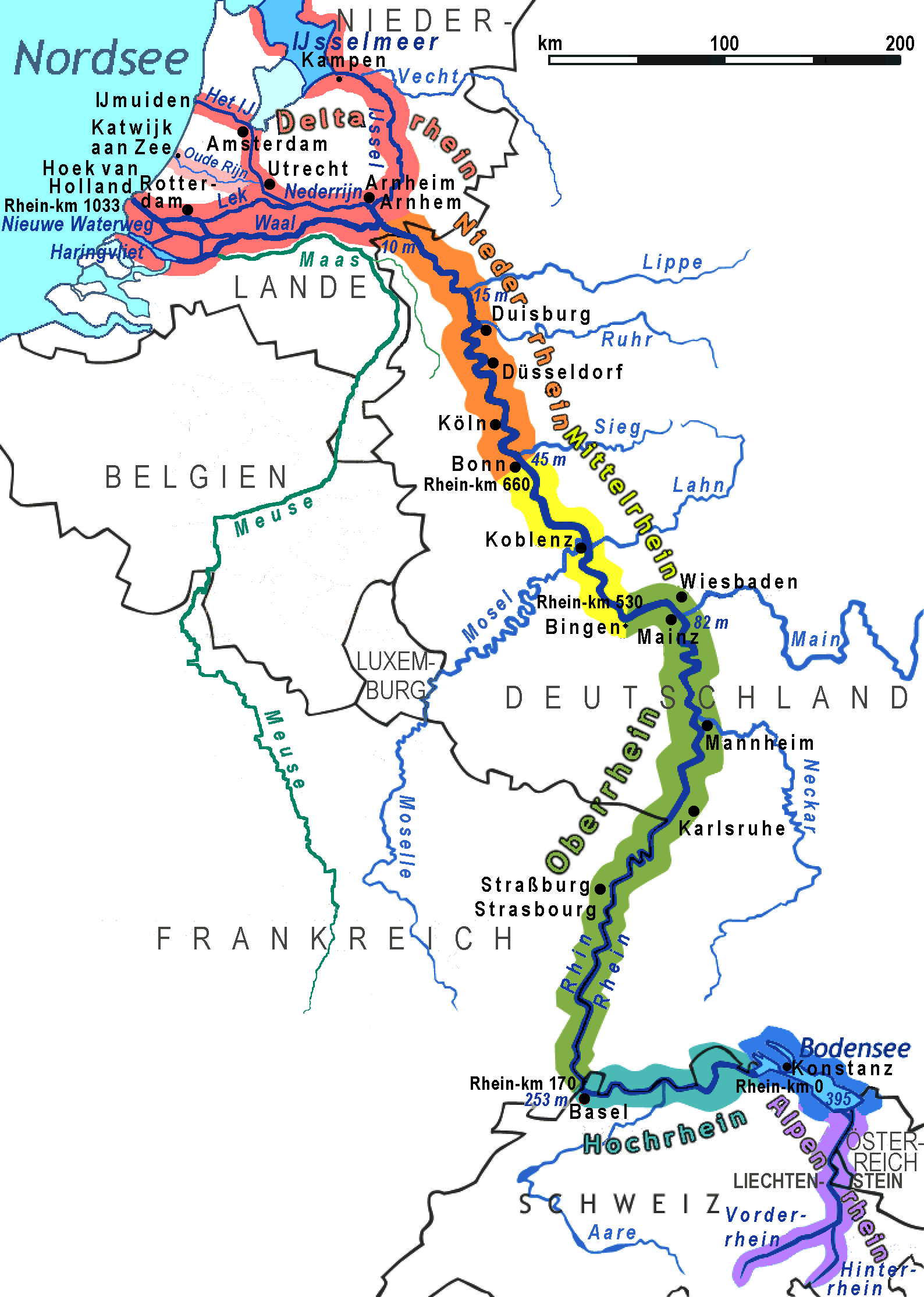
A Rajna térképe. A Felső-Rajna zölddel jelölve.

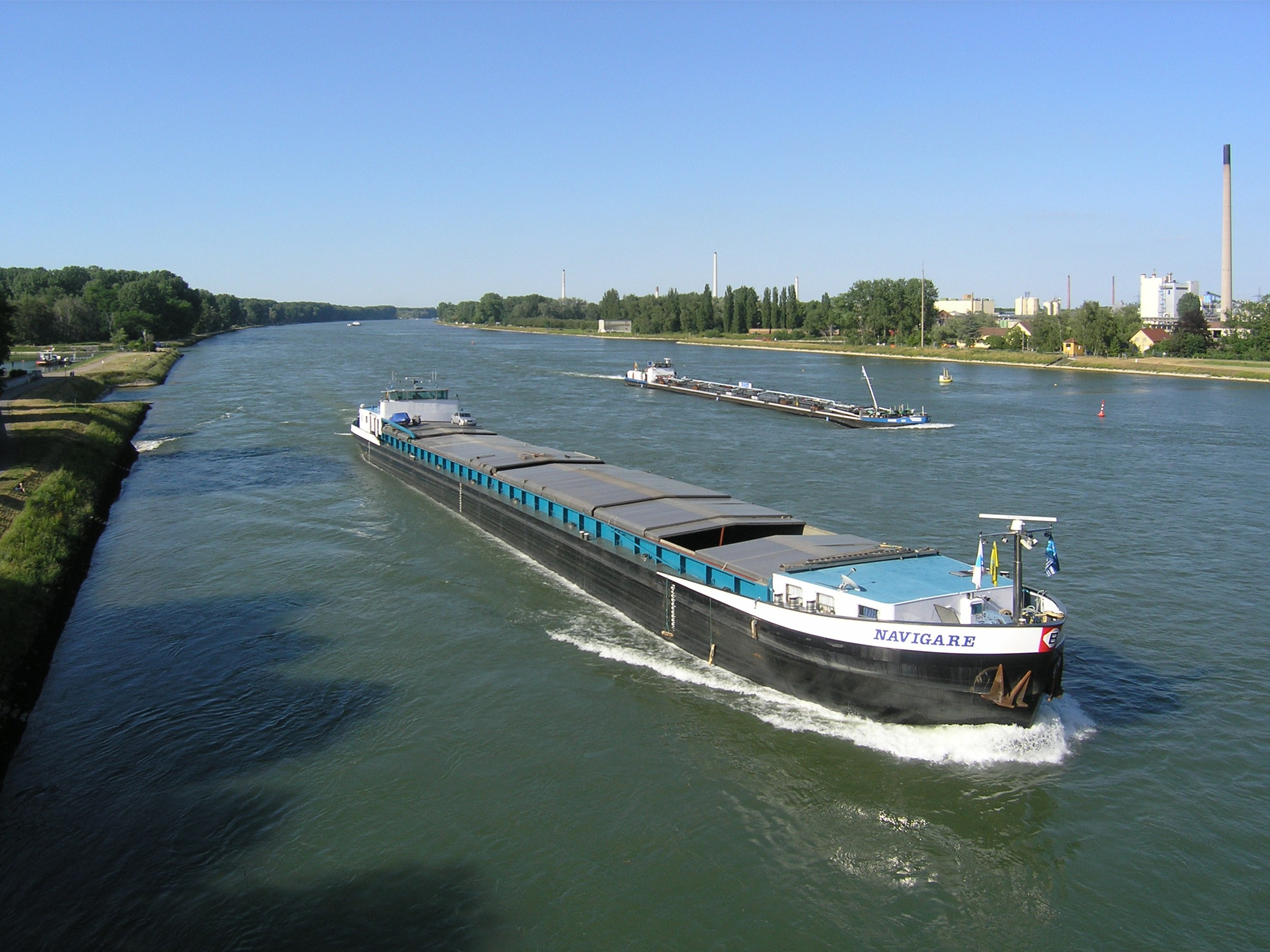
Karlsruhe közelében.

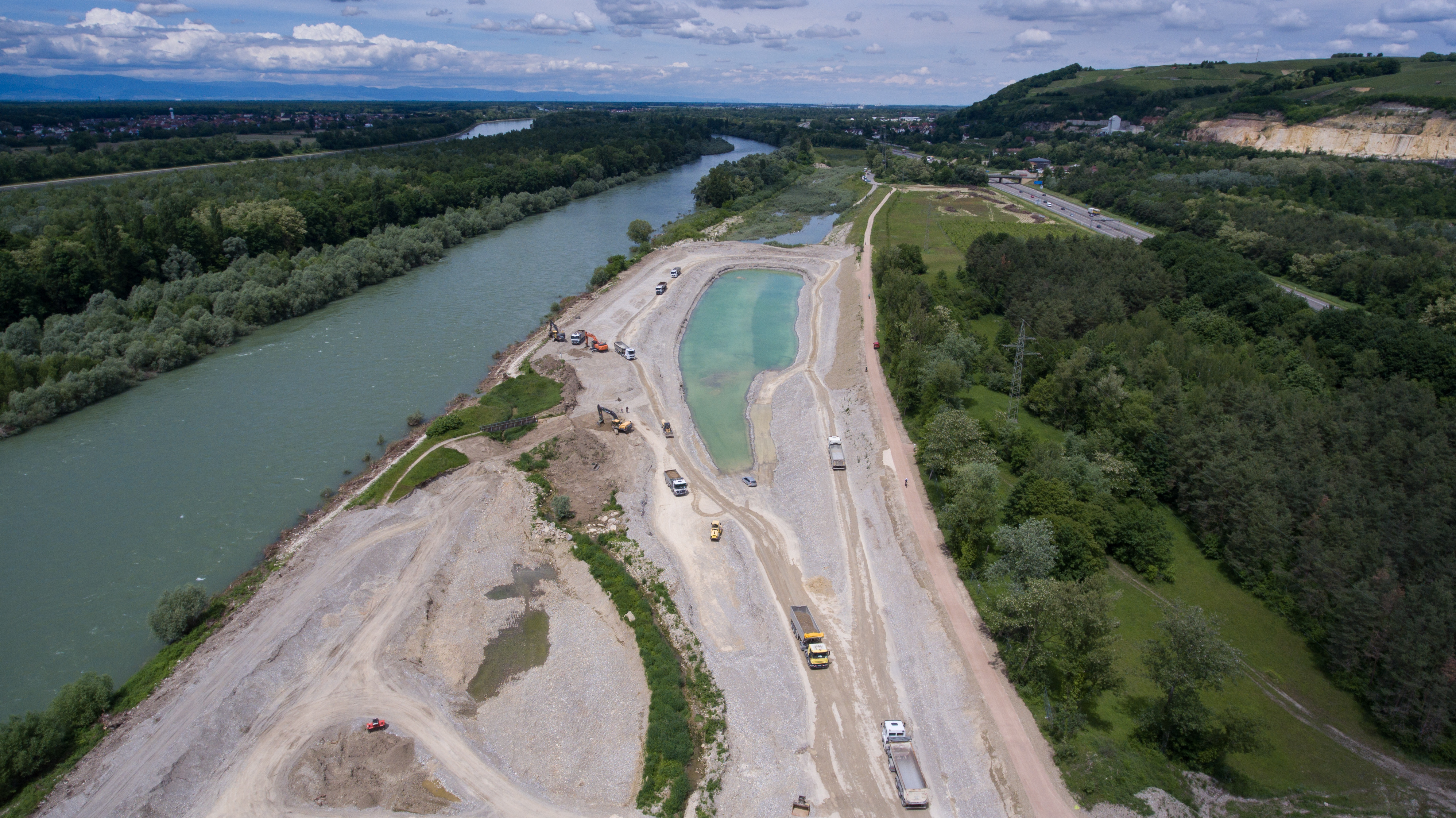
Az Integrált Rajna Program (IRP), építkezés Efringen-Kirchen közelében.

A Felső-Rajna (németül: Oberrhein) a Rajna folyó egy szakasza, a svájci Bázel és a német Bingen között. A 172. és az 529. folyókilométer közti szakaszt szokták így nevezni. (A számolás Konstanznál kezdődik és rotterdamnál ér véget. A Felső-Rajnától feljebb eső folyószakasz a Svájci-Rajna, az alatta lévő pedig a Közép-Rajna.
Az országok, illetve államok a Felső-Rajna mentén a következők: Svájc, Franciaország (Elzász) és a német szövetségi államok Baden-Württemberg, Rajna-vidék-Pfalz és Hessen. A legnagyobb városok a folyószakasznál: Bázel, Mulhouse, Strasbourg, Karlsruhe, Mannheim, Ludwigshafen és Mainz.
A Felső-Rajnát Johann Gottfried Tulla tervei szerint 1817 és 1876 között szabályozták, 1928 és 1977 között pedig hajózhatóvá is tették. Az 1920-ban hatályba lépett versailles-i békeszerződés lehetővé tette Franciaország számára, hogy az Elzászi Nagy-csatornában (Grand Canal d'Alsace) erőművi áramtermelésre használja fel a Felső-Rajna vizét.
A Felső-Rajna bal partján terül el a francia Elzász és a német Rajna-vidék-Pfalz, a jobb partján pedig a német Baden-Württemberg és Hesse. Az első pár kilométert ezen a szakaszon a svájci Bázel városában teszik meg a Rajna.

## Geológiája
Körülbelül 35 millió évvel ezelőtt a mai Bázel és Frankfurt városok közt egy mintegy 300 kilométer hosszú és 50 kilométer széles hasadékvölgy jött létre, amikor a földkéreg és a földköpeny közti feszültség a terület lesüllyedését okozta. Az üledékképződés részben feltöltötte a lesüllyedt területet, amelyet hegyormok szegélyeznek: a keleti oldalán a Fekete-erdő és az Odenwald láncai, nyugaton a Vogézek és a Pfalzi-erdő. A harmadidőszakban a Felső-Rajna még Bázeltől nyugat felé tartva a Doubs-on és a Saône-on keresztül a Rhône folyóba öntötte vizét. A hasadékvölgy térítette aztán a Felső-Rajna-völgybe.
A bázeli Rajna-kanyar képezi az átmenetet a Svájci-Rajnából a Felső-Rajnába. Itt a folyó nyugati irányból észak felé fordul. A tájkép is változik, és a dimbes-dombos, cuesta típusú kiemelkedésekkel tarkított vidék átadja a helyét a hasadékvölgynek. A két legnagyobb mellékfolyó jobbról érkezik: a Neckar Mannheimban és a Majna Mainz városán keresztül. A Felső-Rajna-völgy északnyugati csücskében, az 529. folyamkilométernél Bingen közelében, a Nahe folyó torkolatánál a Rajna belép a Rajnai-palahegység zúgói közé. Itt kezdődik a Közép-Rajna.

## Szabályozása
XIV. Lajos francia király már 1685-ben munkálatokat indított a Felső-Rajna elterelésére, hogy ezáltal az ártereket művelhető területté alakíthassák. 1840-re a folyást keletebbre tolták, volt ahol másfél kilométerrel is, Badentől véve el területeket. Már korábban, 1790 körül a Rajna-völgy nagy területein kiirtották az erdőt és a helyük szántóföld, mező, legelő lett. A Felső-Rajna szabályozása 1817 és 1876 között ment végbe,  Johann Gottfried Tulla tervei alapján, jórészt már a halála (1828) után. A Rajna-szakasz kanyargó-kígyózó, viszonylag lassú vízfolyásból gátakkal megerősített partú, gyors folyású folyóvá vált a szabályozás eredményeképp. A szakasz hossza 81 kilométerrel csökkent. A fennmaradt holtágakat általában Öreg-Rajnának (német Altrhein) nevezik, vagy így: Gießen.

## Külső hivatkozások
- Official tourism website of the Upper Rhine Valley Archiválva 2014. február 7-i dátummal a Wayback Machine-ben
- EUCOR-URGENT
- Franco-German-Swiss Conference of the Upper Rhine
- Regional Association of the Southern Upper Rhine
- RegionalverRegional Association of the Central Upper Rhine
- Association for Regional History in the Upper Rhine area
- Information on the Integrated Rhine Programme from the government office in Freiburg
- Water Management Administration of Rhineland-Palatinate
- Gauge station Maxau
- The flood plane north of Strasbourg

## Fordítás
Ez a szócikk részben vagy egészben  az   Upper Rhine című angol Wikipédia-szócikk ezen változatának fordításán alapul.  Az eredeti cikk szerkesztőit annak laptörténete sorolja fel. Ez a jelzés csupán a megfogalmazás eredetét és a szerzői jogokat jelzi, nem szolgál a cikkben szereplő információk forrásmegjelöléseként.